# David Garfinkiel
David Garfinkiel, né le 31 juillet 1902 à Radom (Pologne) et mort le 24 octobre 1970 à Paris, est un peintre français d'origine polonaise, un véritable représentant de l’Ecole de Paris.

## Biographie
David Garfinkiel est le fils de Mendel Garfinkel et de Gitla Rakocz. Il est le benjamin d’une fratrie de neuf enfants dans une  famille juive aux talents artistiques multiformes : un père sculpteur, un frère et une sœur peintres, un autre frère photographe. Attiré par la peinture dès son plus jeune âge, Garfinkiel suit l’enseignement des Beaux-Arts à Cracovie et à Varsovie. Il est sensible à l’influence de Józef Pankiewicz, l’initiateur du colorisme dans la peinture polonaise et d’Artur Markowicz installé à Cracovie. Proche des Kapistes comme Jan Cybis qu’il a probablement rencontré à Cracovie, Garfinkiel  participe à plusieurs expositions collectives avant de partir à Paris en 1932.
A Paris, il fréquente l'Académie de la Grande Chaumière et l'Académie Julian. Il expose dans les salons parisiens : Salon d’Automne, Salon des Indépendants.
Pendant l’Occupation, il se réfugie d’abord en Corrèze à Brive-la-Gaillarde puis à  Lyon. Vivant à demi caché, Garfinkiel continue néanmoins à peindre et même à exposer (notamment au Salon d’Automne de Lyon et au Salon de l’union des artistes). Pour survivre en ces temps de restrictions, il réalise de nombreux motifs pour les soieries de Lyon et des centaines de décors pour les parapluies de la société Revel.
Après la Libération, la famille Garfinkiel revient à Paris. Le bilan de la guerre est dramatique : les huit frères et sœurs du peintre ont péri en Pologne, ainsi que quatorze de ses quinze neveux et nièces. Son atelier parisien a été pillé et la majeure partie de son œuvre d’avant-guerre a disparu.
David Garfinkiel reprend son activité, peint et dessine sans relâche et enchaîne les expositions individuelles et collectives. Il retrouve chaque année les cimaises du Salon des Indépendants, ainsi que celles du Salon d’Automne, du Salon de l’Art Libre. Il participe aussi dans les années d’après-guerre à de nombreuses expositions à but caritatif, en faveur des enfants, des anciens, des déportés. Il est vice-président de l’Association des artistes peintres et sculpteurs juifs de France qui organise de nombreuses expositions à Paris
Les critiques relèvent les couleurs lumineuses de ses toiles qui rappellent les fauves mais aussi les Nabis : « La peinture de Garfinkiel se situe […]à mi-chemin entre celle de Soutine, qu’il a beaucoup fréquenté dès son arrivée à Paris, et celle des disciples français ou polonais [….] des maîtres Nabis » (Edouard Roditi).
En 1958, lors de son exposition à la Galerie Zak, la Ville de Paris fait l’acquisition d’une de ses peintures, « L’Exode ».
En 1961, d’un long séjour en Israël où sont organisées deux expositions de ses œuvres, il rapporte toute une série de dessins et une nouvelle inspiration.
Parallèlement à son activité créatrice, Garfinkiel anime des ateliers de dessin pour les handicapés mentaux du foyer Saint-Michel près de Meaux, où son fils est pensionnaire.
En 1970 le peintre est emporté très rapidement par la maladie. Jusqu’à sa mort il aura continué à peindre et dessiner, laissant une œuvre abondante à laquelle le Salon des Indépendants rend hommage en 1972 à travers une exposition rétrospective.

## Œuvres dans les collections publiques
- Ville de Paris[9], « l’Exode », huile sur toile.
- Musée d’art et d’histoire du judaïsme, Paris, « Autoportrait », dessin.
- Musée de Bat-Yam, Israël
- Bet Uri and Rami Nehustan Museum, Ashdot Yaakov, Israël
- Bibliothèque polonaise de Paris, France

## Liste des expositions

### Expositions personnelles
- 1947 : Famous Café, 2208 Brooklyn avenue, Los Angeles
- 1958 : Galerie Zak, 14 rue de l’Abbaye, Paris 6e
- 1961 : Katz Art Gallery, Dizengoff st. 97 Tel Aviv, Israël
- 1979 : Galerie d’art Aleph, 38 rue de l’Université, Paris 7e
- 1989 : Galerie Colette Dubois, 420 rue Saint-Honoré, Paris 8e
- 2006 : Centre d’Art et de Culture-Espace Rachi, 39 rue Broca, Paris 5e
- 2010 : Musée du Montparnasse, 21 avenue du Maine, Paris 15e
- 2017 : Bibliothèque polonaise de Paris, 6 quai d'Orléans Paris 4e

### Expositions collectives
Les principales sont les suivantes :
- Salon des Indépendants, Paris, 1932 et de 1951 à 1972
- Salon d’Automne Paris 1958 , 1961, 1962, 1963,   1965, 1967
- Salon d'Automne, Lyon,  1943
- Salon de l’Union des Artistes, Lyon 1945
- Galerie Tournesol, 31 rue de  Verneuil, Paris 7e, 1967
- GAJEF devenu APSJF (Association     des Artistes,Peintres et Sculpteurs Juifs de France Paris, de 1945 à 1970.
- Galerie Drouant, Paris  1945
- Galerie Claude Levin, 9 rue du Mont-Thabor, Paris 1er
- Salon de l’Art Libre, Paris 1951, 1952, 1954
- Galerie Vibaud, 13, rue de l’Odéon, Paris 6è, 1952
- Exposition Internationale de  l’Art Plastique Contemporain au musée des      Beaux-Arts de la Ville de Paris, 1956
- Salon de peinture et sculpture de Taverny (Val d’Oise), 1960, 1961
- Société des amis des arts de Vanves (Hauts-de-Seine), 1959, 1963, 1964, 1965, 1969, 1970
- Galerie Welter : « Paysages », 49 avenue de Versailles,  Paris 16è, 1968
- Galerie Katia Granoff : « Peintres juifs de l’École de  Paris », 13 Impasse de Conti, Paris 6e, 1968
- Galerie Colette Dubois :  « Ecole de Paris, Peintures », 420 rue St-Honoré Paris 8è, 1991
- Musée du Montparnasse : "Paris-Marseille, de la Canebière à Montparnasse,   21, avenue du Maine, Paris 15è, 2003
- Château Borély à Marseille : "Paris-Marseille De la Canebière à Montparnasse, 2003-20

## Réception critique
·  « Garfinkiel reconnaît qu’il dessine au pinceau et peint par touches visibles, translucides, libres et denses. Quelques fois, sa matière rappelle la mosaïque (…). L’œuvre peinte de Garfinkiel est une œuvre à double polarité. Elle comprend, d’une part, une suite de toiles qui trouvent en elles-mêmes leur intime raison d’être. Les poissons aux écailles oxydées, les roses épanouies qui mûrissent dans un vase et les jeunes filles diaphanes aux jupons chamarrés, comme ceux des Algériennes d’Eugène Delacroix, n’ont d’autre fin que la délectation.
A ces gammes, à ces poèmes en prose, à ces accords d’un caractère gratuit, s’opposent des visions d’un accent dramatique. La finesse et l’extrême acuité de perception visuelle d’un peintre d’éducation purement impressionniste font place cette fois à un expressionnisme romantique et apocalyptique. » – Waldemar-George
·  « « Ses débuts en France avaient été marqués par l’influence du cubisme prismatique. Très vite, il s’oriente vers son style propre, un expressionnisme aux touches denses, aux couleurs vibrantes, où, sur un fond de tonalités sombres, jaillissent des rouges sanglants, des violets nostalgiques, des jaunes sulfureux, des bleus profonds. Aimant la vie dans toutes ses manifestations,(…) il a su en peindre les aspects les plus variés, les maisons hagardes des vieux quartiers, les silhouettes fantastiques des ouvriers au travail dans les constructions, le calme quotidien de l’intérieur familial, mais aussi l’animation du cirque et des musiciens, l’ivresse des beaux nus féminins. Il sut voir également avec un œil neuf la densité ramassée de nos villages de France, la symphonie multicolore de la Provence en un style frémissant et tournoyant fort original, la lumineuse gloire des paysages d’Israël. Enfin, le peuple de ses frères lui inspira d’inoubliables compositions évoquant les musiciens passionnés ou les vieillards à têtes de prophètes penchés sur les livres sacrés avec une ardeur dévorante.
Et quand il entreprit, après la guerre, de ressusciter, en de grandes compositions, les scènes indicibles d’exode épouvanté et de massacre au ghetto, il atteignit à des accents de sensibilité déchirée, d’horreur convulsive, qui rejoignent l’art des grands maîtres. » - Raymond Charmet
·  « Voici un peintre qui comptera parmi les meilleurs dans la Grande Ecole de Paris […..] Dans chacune de ses toiles, nous pouvons suivre le coloriste inspiré qui lie le jaune jonquille, le violet pur, le bleu assourdi et le rouge-tel un cri violent-dans une harmonie limpide » - Moussia Toulman
·  « Contemplant les tableaux de Garfinkiel, lors de ma dernière visite dans son atelier, je me suis dit que j’avais devant moi un véritable représentant de l’Ecole de Paris, un talent original de plasticien (…). Personnellement j’ai été frappé d’apprendre qu’il avait étudié chez le professeur Bronislav Kovaleski qui était aussi mon professeur de dessin. A l’époque Garfinkiel participait à l’exposition de peinture organisée par la société juive au 26 de la rue Grzybowska. Il se souvient de la dernière exposition des peintres juifs organisée par le Dr Laipouner et le rédacteur Openchlak  à Varsovie en 1931, exposition à laquelle il a participé. (…) Les moments les plus critiques pour Garfinkiel furent les années de l’occupation allemande en France. Il décide avec sa femme de partir à Lyon. Un jour, alors qu’il peignait un paysage dans les environs de Lyon, un homme s’arrête devant notre artiste, très intéressé par le tableau et lui donne une carte avec l’adresse d’une galerie. Cet homme le recommanda vivement par écrit au propriétaire de la galerie. Et en effet David Garfinkiel expose par la suite sa collection de tableaux et de dessins dans cette galerie où il vend la majeure partie de ses œuvres exposées. (…)
Voici un peintre qui a assimilé avec une sensibilité rare les qualités pittoresques et plastiques de l’Ecole de Paris (…). Dans ses tableaux la couleur et la lumière sont toujours liés de façon organique. Son tableau « Le métro » rend d’une façon subtile par la forme et la couleur le bruit du métro. Je m’arrête longuement devant sa grande composition « L’insurrection du ghetto de Varsovie » présentée dans un véritable style expressionniste. On a l’impression que cette version tragique n’a pas cessé pendant très longtemps de poursuivre l’esprit de notre peintre. » - Chil Aronson